# Condado de Castilnovo
Condado de Castilnovo – gmina w Hiszpanii, w prowincji Segowia, w Kastylii i León, o powierzchni 23,85 km². W 2011 roku gmina liczyła 97 mieszkańców.